# Everhood
《Everhood》是Chris Nordgren和Jordi Roca制作电子游戏。作品融合了节奏游戏、冒险游戏与角色扮演游戏的要素。游戏于2021年登录Windows和任天堂Switch平台，2023年登陆PlayStation 4、PlayStation 5、Xbox One和Xbox Series X/S平台。
游戏获得媒体总体好评。